# Elio Piccon
Elio Piccon (* 25. Januar 1925 in Bordighera; † 6. März 1988 in Rom) war ein italienischer Dokumentarfilmer, Drehbuchautor und Kameramann.

## Leben
Piccon besuchte ab 1943 den Kurs „Avviamente ottico“ des römischen Centro Sperimentale di Cinematografia, war während dieser Zeit Assistent bei Ubaldo Arata und wurde nach seinem Diplom Kameramann. Ab 1948 veröffentlichte er zahlreiche kurze Dokumentarfilm und wurde drei Jahre lang der Zulieferer für Reportagen der Wochenschau „Mondo Libero“. Nach einem 1954 erfolgten Ausflug zum Spielfilm war ein weiterer wichtiger Film Italia 61 aus dem nämlichen Jahr, in dem er in der Kinotechnik Circarama einen Jubiläumsfilm der Fiat-Werke in Koproduktion mit der Walt Disney Company gestaltete. Sein 1965 fertiggestellter ungewöhnlicher Film L'antimiracolo, den er mit Laiendarstellern realisierte, brachte Piccon den Goldenen Löwen der Filmfestspiele von Venedig. Ab 1966 konzentrierte er sich (mit einer dritten und letzten Spielfilmausnahme 1969, La scoperta) wieder auf kurze dokumentarische Werke.

## Filmografie (Auswahl)
- 1948: Magia del trucco (Dokumentarfilm)
- 1954: Sein erster Konflikt (Ho trovato mio figlio!)
- 1965: L'antimiracolo
- 1969: La scoperta
- 1977: E voi, chi dite che io sia? (Dokumentarfilm)